# Kalameny
Kalameny jsou obec na Slovensku, v Žilinském kraji, okrese Ružomberok na Liptově. Obec leží v severovýchodní části Liptovské kotliny v údolí potoka Kalamenianky pod jižním úpatím Chočských vrchů a jsou propojené s vedlejšími Lúčkami. V obci stojí římskokatolický kostel svatého Petra a Pavla. Katastr obce má rozlohu 870 ha. V roce 2022 zde žilo 464 obyvatel. Vesnice sousedí s těmito obcemi Malatiná, Liptovská Sielnica, Liptovská Teplá, Lúčky. Obec leží od hlavního města Bratislavy 273 km, krajského města Žiliny 72,7 km a okresního města Ružomberok 13,9 km.

## Historie
Nad Kalameny stojí Liptovský hrad, ke kterému Kalameny historicky patřily. První písemná zmínka o Liptovském hradě, vybudovaném na příkaz uherského krále Bély IV. a zvaném též Velký hrad, je z roku 1262. První písemná zmínka o území obce Kalameny pochází z roku 1264, kdy král Béla IV. vyčlenil část pozemků, dosud náležejících k Liptovské Teplé, a daroval je zemanu Klementovi (Kelemenovi), od jehož jména byl pak odvozen název nové osady. Tento dar potvrdil v roce1278 i uherský král Ladislav IV. Kelemenovi potomci následně používali jméno osady ve svých přídomcích.
V roce 1459 král Matyáš Korvín věnoval hrad šlechtici Petru Komorovskému. Ten se proti králi později postavil a byl roku 1474 vojensky poražen. Matyáš Korvín poté přikázal Liptovský hrad rozbořit.

## Termální pramen Kalameny

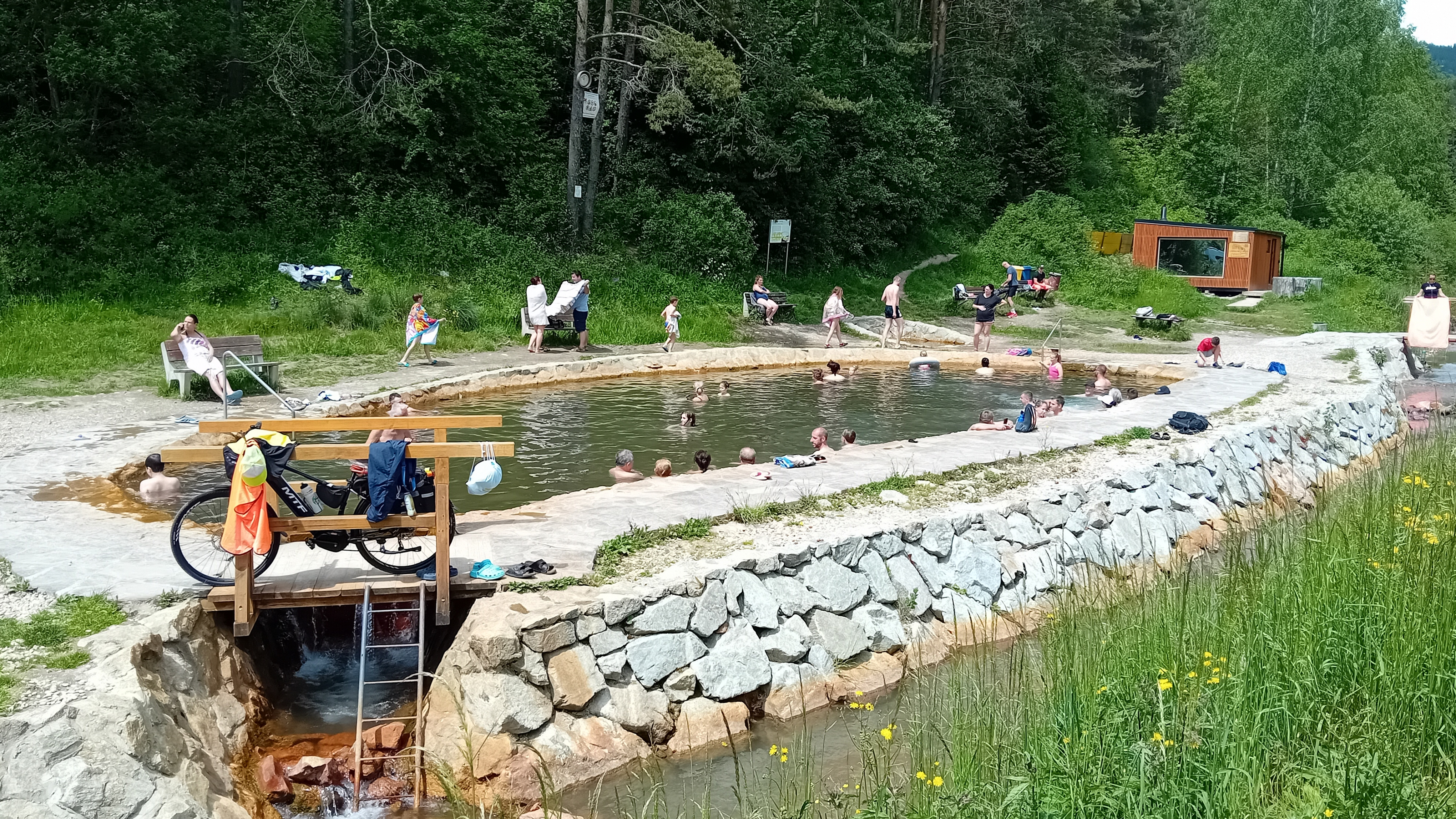
Termální koupaliště

Největší místní turistickou atrakcí v je termální pramen Kalameny, přírodní vývěr teplé minerální vody, který se nachází zhruba jeden kilometr severně od obce v Kalamenské dolině v Chočských vrších. Vývěr termální vody o teplotě kolem 33 °C pochází z umělého vrtu, který zde byl proveden v roce 1991. Voda z vrtu je slabě mineralizovaná, má silný sirný zápach a je oranžově zbarvená, působí příznivě zejména na nemoci pohybového ústrojí. Vývěr vody vytváří fontánku, kolem které je možné se posadit a nechat se tlakem tryskajícího pramene masírovat.
U vrtu bylo vybudováno jezírko o rozměrech 10 krát 20 metrů, na jehož úpravu vynaložila obec 35 000 euro, hloubka tohoto jezírka je půl metru, okolí tvoří travnatá plocha a jeden z jeho břehu je lemován potokem Kalamenianka v blízkosti je několik laviček, ohniště s posezením a také samoobslužná sauna. Využití jezírka ke koupání je bezplatné, podle vyjádření představitelů obce z roku 2022 však po vybudování příslušného zázemí není zpoplatnění přírodního koupaliště v budoucnu vyloučeno.